# Municipio de Cottonwood Lake (Dakota del Sur)
El municipio de Cottonwood Lake (en inglés: Cottonwood Lake Township) es un municipio ubicado en el condado de Edmunds en el estado estadounidense de Dakota del Sur. En el año 2010 tenía una población de 42 habitantes y una densidad poblacional de 0,45 personas por km².

## Geografía
El municipio de Cottonwood Lake se encuentra ubicado en las coordenadas 45°27′50″N 99°32′1″O / 45.46389, -99.53361. Según la Oficina del Censo de los Estados Unidos, el municipio tiene una superficie total de 93.63 km², de la cual 90,51 km² corresponden a tierra firme y (3,33 %) 3,12 km² es agua.

## Demografía
Según el censo de 2010, había 42 personas residiendo en el municipio de Cottonwood Lake. La densidad de población era de 0,45 hab./km². De los 42 habitantes, el municipio de Cottonwood Lake estaba compuesto por el 100 % blancos. Del total de la población el 2,38 % eran hispanos o latinos de cualquier raza.